# Radicaal 68
Radicaal 68 is een van de 34 van de 214 Kangxi-radicalen dat bestaat uit vier strepen.
In het Kangxi-woordenboek zijn er 32 karakters die dit radicaal gebruiken.

## Karakters met het radicaal 68
| Strepen | Karakter |
| ------- | -------- |
| + 0     | 斗       |
| + 3     | 斘       |
| + 6     | 料 斚 斛 |
| + 7     | 斜       |
| + 8     | 斝       |
| + 9     | 斞 斟    |
| + 10    | 斠 斡    |
| + 12    | 斢       |
| + 13    | 斣       |

Bronskarakter
Klein zegelkarakter